# Palicourea gelsemiiflora
Palicourea gelsemiiflora är en måreväxtart som beskrevs av Charlotte M. Taylor. Palicourea gelsemiiflora ingår i släktet Palicourea och familjen måreväxter. Inga underarter finns listade i Catalogue of Life.